# Nika Kovač
Nika Kovač, slovenska antropologinja in politična aktivistka, * 1993.
Deluje kot direktorica Inštituta 8.marec. 

## Življenjepis
Obiskovala je Gimnazijo Poljane v Ljubljani, nato pa študij nadaljevala na Filozofski fakulteti v Ljubljani, kjer je študirala antropologijo. Skupaj s Simonom Maljavacem (prvi ustanovitelj Inštituta 8. marec) je koordinirala kampanjo Čas je ZA. Skupaj s somišljeniki je ustanovila Inštitut 8. marec, v okviru katerega je sodelovala v mnogih kampanjah. Bila je članica stranke Iniciativa za demokratični socializem.
Koordinirala je kampanjo nasprotnikov zakona na referendumu o vodi. Njena vloga koordinatorice kampanje je bil glavni razlog, da je postala Mladinina osebnost leta in Slovenka leta. Nominirana je bila tudi za Delovo osebnost leta. Po izboru francoske vlade je bila izbrana za eno izmed Evropejk leta. V študijskem letu 2021/2022 je bila povabljena k programu Obama Scholars, ki ga financira fundacija Baracka Obame.
Njen oče je Miha Kovač, redni profesor na Oddelku za bibliotekarstvo, informacijsko znanost in knjigarstvo na Filozofski fakulteti Univerze v Ljubljani, njena mama pa Mojca Kovač Šebart, predavateljica na Oddelku za pedagogiko in andragogiko na tej fakulteti. 